# Бредлі (Каліфорнія)
Бредлі (англ. Bradley) — переписна місцевість (CDP) в США, в окрузі Монтерей штату Каліфорнія. Населення — 69 осіб (2020).

## Географія
Бредлі розташоване за координатами 35°51′46″ пн. ш. 120°48′15″ зх. д. / 35.86278° пн. ш. 120.80417° зх. д. (35.862840, -120.804267).  За даними Бюро перепису населення США в 2010 році переписна місцевість мала площу 0,22 км², уся площа — суходіл.

## Демографія
Згідно з переписом 2010 року, у переписній місцевості мешкали 93 особи в 37 домогосподарствах у складі 27 родин. Густота населення становила 418 осіб/км².  Було 40 помешкань (180/км²).
Расовий склад населення:
| - 91,4 % — білих - 2,2 % — корінних американців - 5,4 % — осіб інших рас |

До двох чи більше рас належало 1,1 %. Частка іспаномовних становила 11,8 % від усіх жителів.
За віковим діапазоном населення розподілялося таким чином: 23,7 % — особи молодші 18 років, 66,6 % — особи у віці 18—64 років, 9,7 % — особи у віці 65 років та старші. Медіана віку мешканця становила 39,8 року. На 100 осіб жіночої статі у переписній місцевості припадало 111,4 чоловіків;  на 100 жінок у віці від 18 років та старших — 121,9 чоловіків також старших 18 років.
Середній дохід на одне домашнє господарство  становив 56 377 доларів США (медіана — 53 542), а середній дохід на одну сім'ю — 69 063 долари (медіана — 73 333). За межею бідності перебувало 21,6 % осіб, у тому числі 18,5 % дітей у віці до 18 років та 22,7 % осіб у віці 65 років та старших.
Цивільне працевлаштоване населення становило 41 осіб. Основні галузі зайнятості: роздрібна торгівля — 22,0 %, транспорт — 14,6 %, інформація — 14,6 %.